# 2012-es GP2 szingapúri nagydíj
A 2012-es GP2 szingapúri nagydíj volt a 2012-es GP2-szezon tizenkettedik, egyben utolsó versenye, amelyet 2012. szeptember 22. és szeptember 23. között rendeztek meg a Singapore Street Circuit-en, Szingapúrban, a 2012-es Formula–1 szingapúri nagydíj betétfutamaként.